# Hodruša-Hámre
Hodruša-Hámre este o comună slovacă, aflată în districtul Žarnovica din regiunea Banská Bystrica. Localitatea se află la altitudinea de 260 m deasupra n.m., se întinde pe o suprafață de 46,15 km2 și în 2017 număra 2.195 de locuitori.

## Istoric
Localitatea Hodruša-Hámre este atestată documentar din 1391.

## Demografie
| An:                | 1994 | 2004   | 2014   | 2024   |
| ------------------ | ---- | ------ | ------ | ------ |
| Număr de persoane: | 2399 | 2288   | 2212   | 1992   |
| Diferență:         |      | −4,62% | −3,32% | −9,94% |

| An:                | 2023 | 2024   |
| ------------------ | ---- | ------ |
| Număr de persoane: | 1996 | 1992   |
| Diferență:         |      | −0,20% |